# Emin Grozdanic
Emin Grozdanic, född 5 juli 1999, är en svensk fotbollsspelare som spelar för IFK Värnamo.

## Karriär
Grozdanic kom som åttaåring till IFK Göteborg, som han tillhörde mellan 2007 och 2013. Därefter spelade Grozdanic för Gais ungdomslag, där han bland annat deltog i vinstmatchen mot det svenska damlandslaget 2015. Inför säsongen 2018 skrev Grozdanic på ett kontrakt med Gais A-lag.
I mars 2019 skrev han på för seriekonkurrenten Syrianska FC. Efter 14 matcher för Syrianska återvände han i mars 2020 till Gais, där han skrev på ett halvårskontrakt. I juni 2020 förlängde Grozdanic sitt kontrakt i Gais fram över säsongen 2022. Gais ramlade ur superettan säsongen 2021, men Grozdanic stannade kvar i klubben även i söderettan 2022 och var med två mål på 29 matcher en av nyckelspelarna när laget vann serien och åter gick upp i Superettan 2023. 
Den 26 november 2022 meddelades att Grozdanic hade värvats av IFK Värnamo i Allsvenskan.

## Spelstil
Gais dåvarande tränare Stefan Jacobsson beskrev år 2020 Grozdanic som "en bolltrygg försvarsspelare med en riktigt fin vänsterfot". Han kan spela både som ytterback och mittback.